# Starověké dějiny Židů
Starověké dějiny Židů lze vymezit těmito mezníky: první zmínky o izraelském národě ve 13. století př. n. l. na jedné straně a islámskou expanzí na počátku 7. století n. l. na druhé straně.
Původ izraelského národa není zcela jasný, teorie založené na starozákonním vyprávění popisují národ složený z dvanácti kmenů jako potomky patriarchů, teorie založené na archeologickém bádání hovoří o násilné či pokojné infiltraci semitských kmenů či o autochtonním vzniku národa.
Podle biblického vyprávění vzniklo v Palestině v 10. století př. n. l. izraelské sjednocené království s jádrem v Judsku a Samařsku, archeologické doklady pro takový státní útvar neexistují. Archeologie dokládá až existenci izraelského a judského království o století později. Izraelské království zaniklo roku 722 př. n. l. v důsledku asyrské expanze, judské království pak roku 586 př. n. l. kvůli babylonské expanzi, přičemž v obou případech dobyvatelé odvlekli část obyvatelstva do zajetí. Z babylonského zajetí se vrátila jen část zajatců. Od této chvíle se hovoří nikoli o izraelském nýbrž o židovském národě.
Židé pak žili pod perskou, ptolemaiovskou a seleukovskou nadvládou, roku 167 př. n. l. však vypuklo židovské makabejské povstání, v jehož důsledku seleukovská moc v Palestině slábla, až si nakonec Židé vytvořili vlastní hasmoneovské království. To se však v 1. století př. n. l. dostávalo stále více pod vliv římské říše, až se stalo nejdříve jejím vazalským státem a roku 6 n. l. nakonec přímo římskou provincií.
Proti Římanům vypukla dvě velká povstání (první židovská válka a povstání Bar Kochby), jež však byla krutě potlačena, takže se židovské osídlení Judska ocitlo v troskách. Těžiště židovského osídlení se pak přesunulo do Galileje a židovské diaspory. V důsledku rostoucího vlivu křesťanství v římské a byzantské říši se podmínky života Židů zhoršovaly, islámská expanze na počátku 7. století však nastolila zcela nové podmínky a Židé vstoupili do středověku.

## Prameny

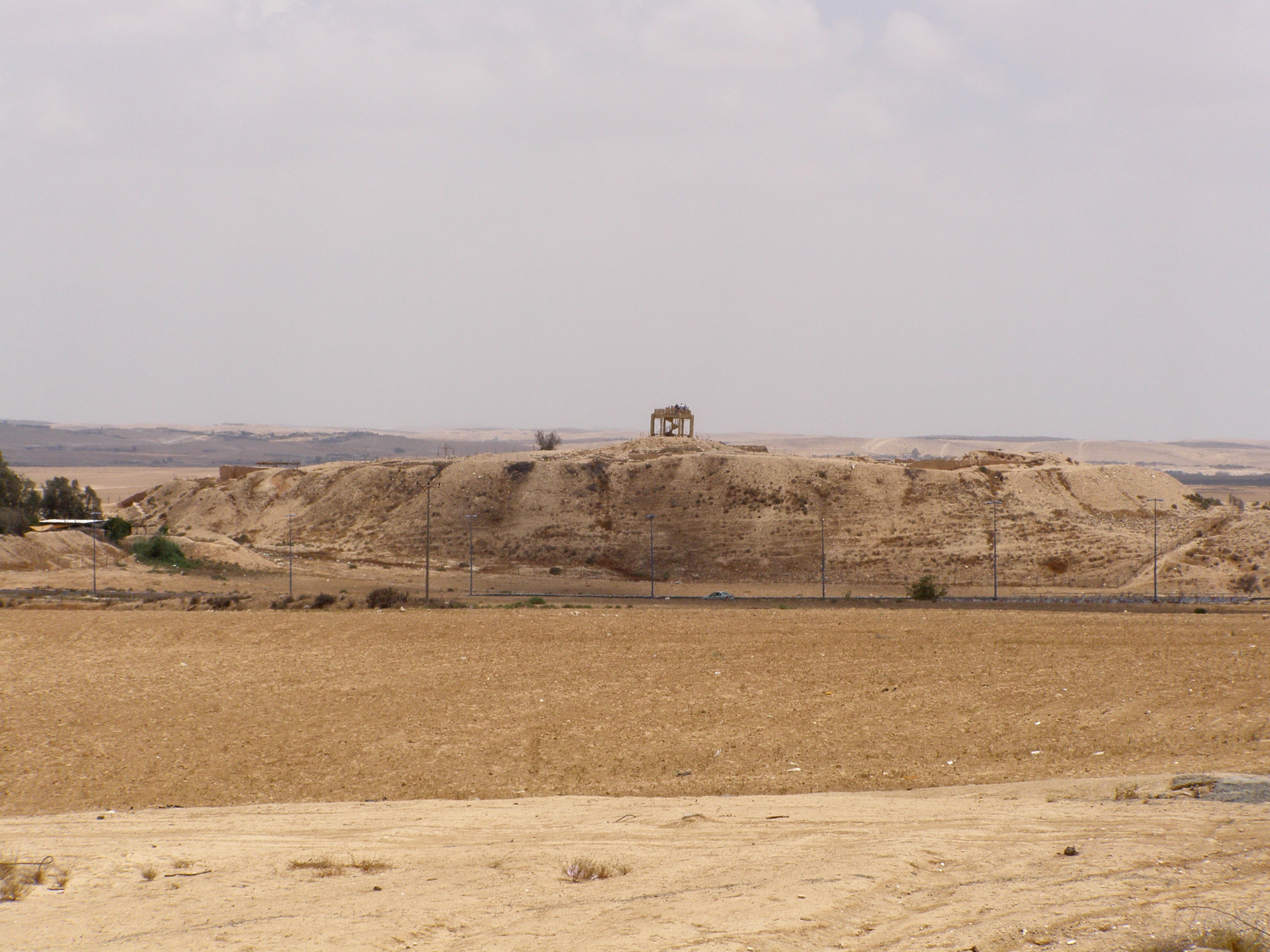
Zkoumání vrstev biblických telů mj. napomáhá dataci historických událostí (Tel Be'er Ševa)

### Archeologické prameny

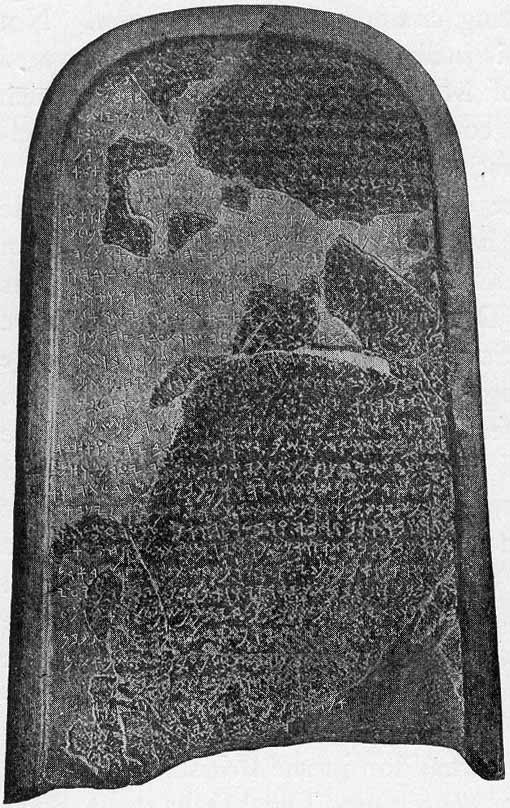
Méšova stéla, 9. stol. př. n. l.

Archeologický výzkum oblasti starověkého Izraele započal v 19. století. Problém biblické archeologie byl však v tom, že většině archeologů nálezy nesloužily k rekonstrukci historie, ale k dokazování historické správnosti Bible. Tento způsob však vedl na scestí, protože mezi přibývajícími nálezy a biblickým textem se objevovaly stále závažnější rozpory.
V posledních desetiletích se proto začal prosazovat opačný postup, kdy se východiskem stala archeologie a na základě výsledků archeologického výzkumu je pak Starý zákon interpretován jako dílo, jehož velká část byla sepsána v 7. století př. n. l., jakožto literární dílo, které mělo ideologicky posílit vzestupující judské království.
Starší přístup k archeologii způsoboval, že mnoho archeologických materiálu nemohlo být úspěšně interpretováno, a tak mnozí tvrdili, že zachovaných archeologických památek je málo. Ukazuje se však, že pokud je materiál správně interpretován, mohou jako pramen k poznání historie Izraele posloužit památky, které byly dříve přehlíženy. Významným archeologickým pramenem proto není už jen Méšova stéla, zemědělský kalendář z Gezeru, ostraka z Šomronu a Lakiše, nápis v tunelu Šiloa a různá pečetítka a mince, ale také starověké tely (Megiddo, Chasór aj.) či např. starověké vesnice v Judských horách.

### Písemné prameny
Vedle archeologických pramenů slouží k poznání starověkých dějin Izraele i některé písemné památky. Nejdůležitější z nich je Starý zákon, jak již ale bylo řečeno, údaje obsažené ve starozákonních knihách se mnohdy s archeologickou realitou rozcházejí. Je to dáno především tím, že Starý zákon nebyl sepisován se záměrem podat objektivní líčení dějin, ale spíše podat teologickou interpretaci dějinných událostí. Mnohé důležité události proto Bible vůbec nezmiňuje, zato sděluje mnoho informací, které pro dějinný vývoj nejsou podstatné. Mnohé texty byly navíc dlouhou dobu tradovány, podléhaly proto silně schematizaci a zjednodušováni. Bibli je samozřejmě možné jako historický pramen použít, avšak je přitom nutné ji správně interpretovat a mít stále na paměti náboženské poslání Bible.
Pro starozákonní dobu jsou důležitým pramenem i mimoizraelské písemné památky: stély, nápisy a památníky (Merenptahova stéla, Chammurapiho zákoník), el-amarnská korespondence mezi Egyptem a Asýrií, klínopisné tabulky z Mari (zachycení kočovného života) či tabulky z ugaritského Ras Šamra (představa o kenaánském náboženství). Ne každý z těchto pramenů se týká přímo izraelských dějin, protože však vznikaly za obdobných podmínek, jaké panovaly v Izraeli, pomáhají nám takové prameny poznat předpoklady a podmínky vývoje Izraele samotného.
Pro dobu pobiblickou (zejména pro dobu Heroda Velikého a první židovskou válku) je významným pramenem dílo židovského historika Iosepha Flavia.
Další prameny obsahují jen pouhé zmínky nebo jen útržkovitá líčení. Takové texty nalezneme zejména v dílech řeckých, římských a později také křesťanských historiografů, v Talmudu a Midraši, v syrských a arabských kronikách a Svitcích od Mrtvého moře.

## Předizraelské období (do 12. století př. n. l.)

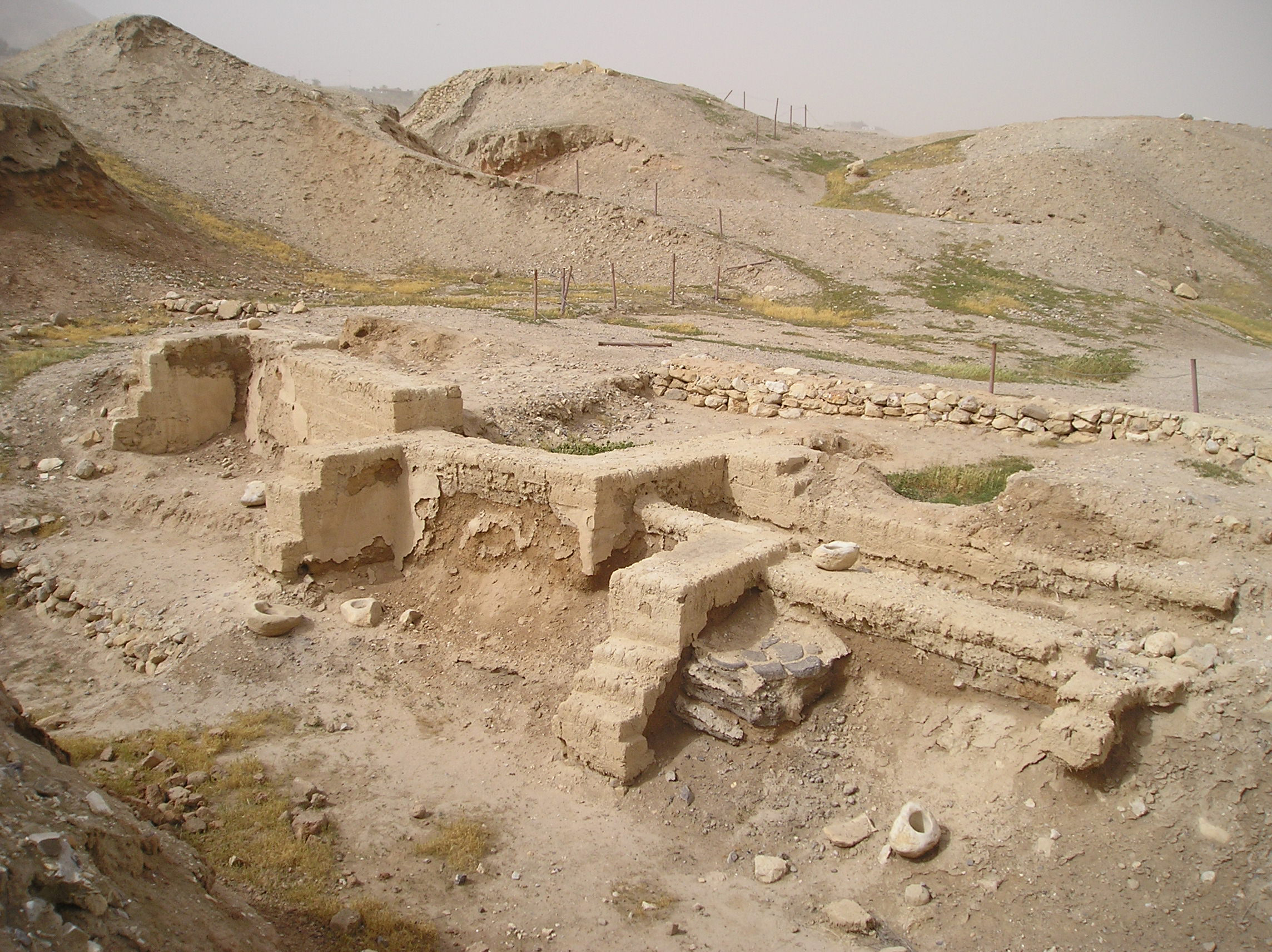
Vykopávky v Jerichu

Nálezy lidských koster v Palestině pocházejí již z nejstaršího paleolitu, trvalé osídlení je však doloženo až v 8. tisíciletí př. n. l., kdy byla na místě Jericha vystavěna opevněná osada, kde žily 2–3 tisíce osob. Palestina tenkrát skýtala lepší podmínky pro zemědělství než tehdy ještě bažinatý Egypt či Mezopotámie. Rozvoj sídel nastal v eneolitu (4000–3200 př. n. l.), kdy byla například založena Be'er Ševa či Megido. Celkově však vývoj v Palestině začal za Egyptem a Mezopotámií zaostávat.
Na počátku starší doby bronzové (3200–2200) začali do oblasti pronikat semitští polokočovníci a na počátku střední doby bronzové (2200–1550) následovala vlna semitských Amoritů. V průběh tohoto období útočili z tohoto území na Egypt Hyksósové a posléze Churrité, egyptský protiútok v 16. století př. n. l. však vedl ke zničení či podmanění mnoha kenaanských měst. Egyptská nadvláda pak s přestávkou ve 14. století př. n. l. trvala až do 12. století př. n. l., kdy do Palestiny vtrhl mořský národ Pelištejců.

## Vznik izraelského národa (12. – 10. století př. n. l.)

### Teorie vzniku izraelského národa

#### Tradiční podání
Podle biblického podání pochází celý izraelský národ ze tří patriarchů: Abraháma, Izáka a Jákoba. Jákob a jeho jedenáct synů se se svými rodinami přestěhovali do Egypta na pozvání jeho dvanáctého syna, který sem byl prodán a později se stal správcem faraonova majetku, kde se židovské kmeny silně rozmnožily. Jejich vzrůstající množství považoval faraon za hrozbu a začal usilovat o oslabení izraelského národa nejprve jeho zotročením, poté i hubením mužských novorozeňat. Bůh povolal Mojžíše, aby Izraelce vyvedl z Egypta, protože však faraon nechtěl Izraelce propustit, dopadlo na Egypt deset egyptských ran. Po poslední ráně (smrt prvorozených) Izraelci odcházejí. Bůh pak dle bible rozdělil Rudé moře, vyvedl Izraelity z Egypta a předal Mojžíši na hoře Sinaj Desatero. Po čtyřiceti letech putování pouští Izraelité vstoupili pod vedením Mojžíšova nástupce Jozueho do Kenaanu, jehož města dobyli a území si jejich kmeny rozdělily na dvanáct částí. Po jistou dobu pak Izraelité žili v nezávislých kmenových organizacích, jež v dobách ohrožení vedli tzv. soudci, charismatičtí vojenští velitelé.

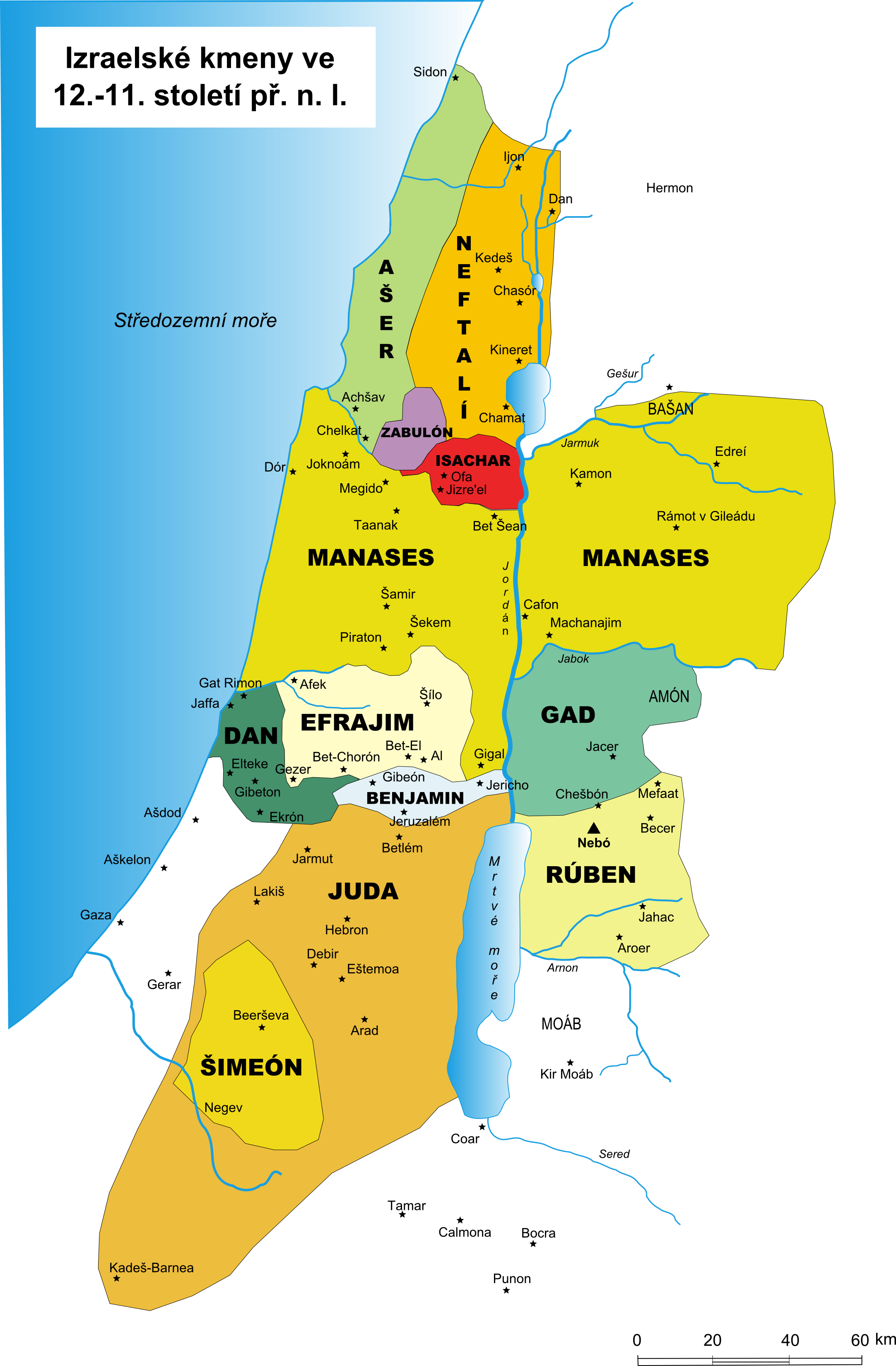
Vymezení izraelského území v období soudců podle tradičního podání

Podle tradiční datace se tyto události odehrály přibližně v 13.–10. století př. n. l. Tradiční verze izraelských dějin byla obecně přijímána až do 17. století, kdy se začala na základě nejasností a rozporů mezi jednotlivými biblickými vyprávěními rozvíjet biblická kritika. Dlouhou dobu se však jednalo pouze o zpochybňování jednotlivostí. Ještě William F. Albright v 30. letech 20. století zastával teorii dobytí Kenaanu cizími (izraelskými) kočovníky.

#### Teorie pokojné infiltrace a sociální revoluce
Teorie invaze kočovných kmenů však nebyla doložena archeologickými nálezy, Albrecht Alt proto vytvořil teorii pokojné infiltrace: Izraelité pocházejí z beduínů, kteří žili s usedlým kenaanským obyvatelstvem v míru a kteří se později usadili v horských oblastech. Altova teorie však vycházela z pozorování palestinských beduínů ve 20. století a rovněž neměla oporu v archeologii.
V 60. a 70. letech výzkum navíc ukázal, že Altem předpokládané množství nomádů se nemohlo bez velbloudů v pouštní oblasti uživit (užívání velbloudů se rozšířilo až v 7. století př. n. l.). George E. Mendenhall proto vytvořil teorii vzpoury zemědělců: Izraelité nepocházejí z celistvého etnika, nýbrž ze spodní sociální vrstvy nazývané apiru, jež uctívala jednoho transcendentního Boha a jež se nakonec proti vládnoucí (kenaanské) vrstvě vzbouřila. Tuto hypotézu sociální revoluce pak modifikoval Norman K. Gottwald, jenž tvrdil, že izraelští vzbouřenci pak kenaanská města opustili a usídlili se v palestinských horských oblastech, což mělo také vysvětlovat úpadek kenaanských měst. Avšak i teorie sociální revoluce stojí na vratkých základech. Apiru existovali po celém Předním východě a Mendenhallova teorie nevysvětluje důvody jejich náboženské odlišnosti. Teorie navíc opět nenachází oporu v archeologickém výzkumu.

### Doba předkrálovská ve světle archeologie

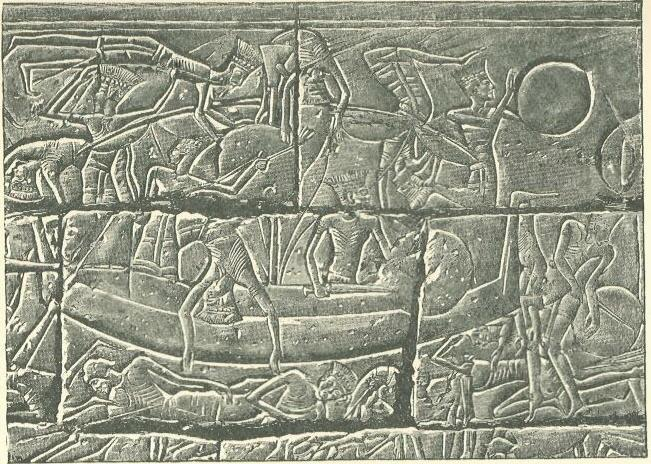
Invaze mořských národů znamenala konec kenaanské kultury a počátek trvalého izraelského osídlení

Průlom přinesl až rozsáhlý výzkum horských oblastí Judska a Samařska, jenž následoval po dobytí těchto oblastí Izraelem v šestidenní válce roku 1967. Jochanan Aharoni zde našel a prozkoumal tři vrstvy osídlení. K prvnímu osídlování došlo okolo roku 3500 př. n. l., kdy v horské oblasti východně od Jordánu vzniklo asi 100 sídlišť oválného půdorysu, v nichž bydlelo asi 50 dospělých a 50 dětí. Domy obklopoval dvůr, do něhož se na noc zaháněl dobytek. Okolo roku 2200 př. n. l. se však téměř veškeré usazené obyvatelstvo vrátilo k nomádskému způsobu života. Další dočasné usazení proběhlo v letech 2000–1500 př. n. l., kdy vzniklo asi 220 sídlišť podobného typu jako v předchozím období; avšak i tentokrát se obyvatelé vrátili ke kočovnému pastevectví. Trvalé osídlení vzniklo až ve 12. století př. n. l.
Kolísání mezi usazeným a kočovným způsobem života záviselo na hospodářské situaci v rovinatém Kenaanu. Kočovní pastevci byli totiž závislí na zemědělské produkci kenaanských zemědělců. Produkovala-li kenaanská oblast dostatek obilí, mohli se obyvatelé horské oblasti plně věnovat pastevectví. Pokud však byla kenaanská města oslabena a neprodukovala dostatek zemědělských plodin, musela se část obyvatel Judska a Samařska usadit, aby si mohla obilí vypěstovat sama. Ve 12. století se kenaanská kultura zhroutila v důsledku přílivu mořských národů trvale, což vedlo také k trvalému usazení horského obyvatelstva. Vznik Izraele byl tedy důsledkem zhroucení Kenaanu, nikoli příčinou, jak vychází z biblického podání.
Osídlení ze 12. století je podobné dřívějším osidlovacím vlnám i osídlení v okolních oblastech (Adom, Moab, Edom), odlišuje se však od ostatních osídlení nápadnou absencí vepřových kostí, což odpovídá zákazu vepřového masa v judaismu. Tuto odlišnost nelze vysvětlit ekonomickými ani přírodními příčinami, nýbrž jedině právě nábožensky.

## Doba královská (10. – 6. století př. n. l.)

### Jednotné království? (10. století př. n. l.)
1. a 2. kniha Samuelova popisují postupné sjednocování dvanácti izraelských kmenů a nastolení prvního krále Saula. Jeho nástupce David podle biblického vyprávění vytvořil organizovaný stát, jehož hlavním městem byl Jeruzalém a jenž byl díky vybírání daní schopen vydržovat armádu, s jejíž pomocí David dobyl rozsáhlá území. Jeho syn Šalomoun pak rozvíjel hospodářské, diplomatické i kulturní styky se zahraničím a v Jeruzalémě vystavěl Chrám a palác. Již během jeho vlády však byly znát známky úpadku; záhy po jeho smrti se pak říše rozpadla.

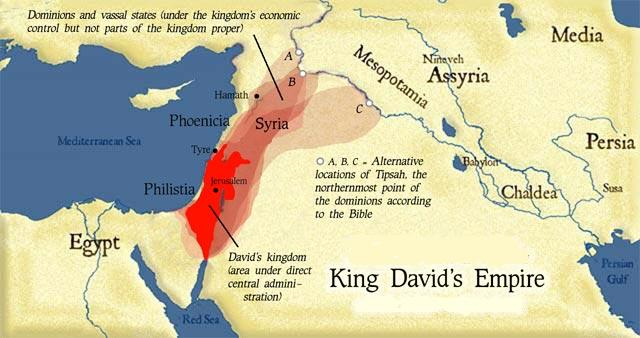
Oblast vlivu krále Davida podle biblického vyprávění

Dosavadní výsledky však ukazují, že tradiční verze je značně zidealizovaná a přehnaná. O izraelské říši se v této době především nezmiňují žádné jiné prameny. Jedinou zmínkou je nápis nalezený na Tel Dan; ten však obsahuje jen sousloví „dům Davidův“, a potvrzuje tedy pouze existenci davidovské dynastie, nikoli však existenci rozsáhlé davidovské říše. Archeologický průzkum Jeruzaléma navíc žádné důkazy o rozsáhlém osídlení v 10. století př. n. l., kdy mělo sjednocené království existovat, nepřinesl, ačkoli osídlení z jiných období tu doloženo je. Také výzkum biblických telů (např. v Megidu) vyvrací představu o rozsáhlé davidovské říši.
Archeologický výzkum nezpochybňuje existenci království s centrem v Jeruzalémě, naznačuje však lokální charakter vlivu jeruzalémského panovníka: asi 90 % z 45 000 obyvatel horské oblasti totiž žilo v bohatším severním Samařsku a nikoli v jižním Judsku. Je nelogické, aby panovník zaostalého Jeruzaléma vládl rozvinutým a hierarchizovaným městům na severu. Jediným důkazem o jednotě severního izraelského království a judského království tak zůstává biblické vyprávění, jehož judský autor měl dobré důvody psát o jednotném království – Judsko si skrze toto vyprávění mohlo činit nárok na vládu v Samařsku.

### Izraelské království (931–722)

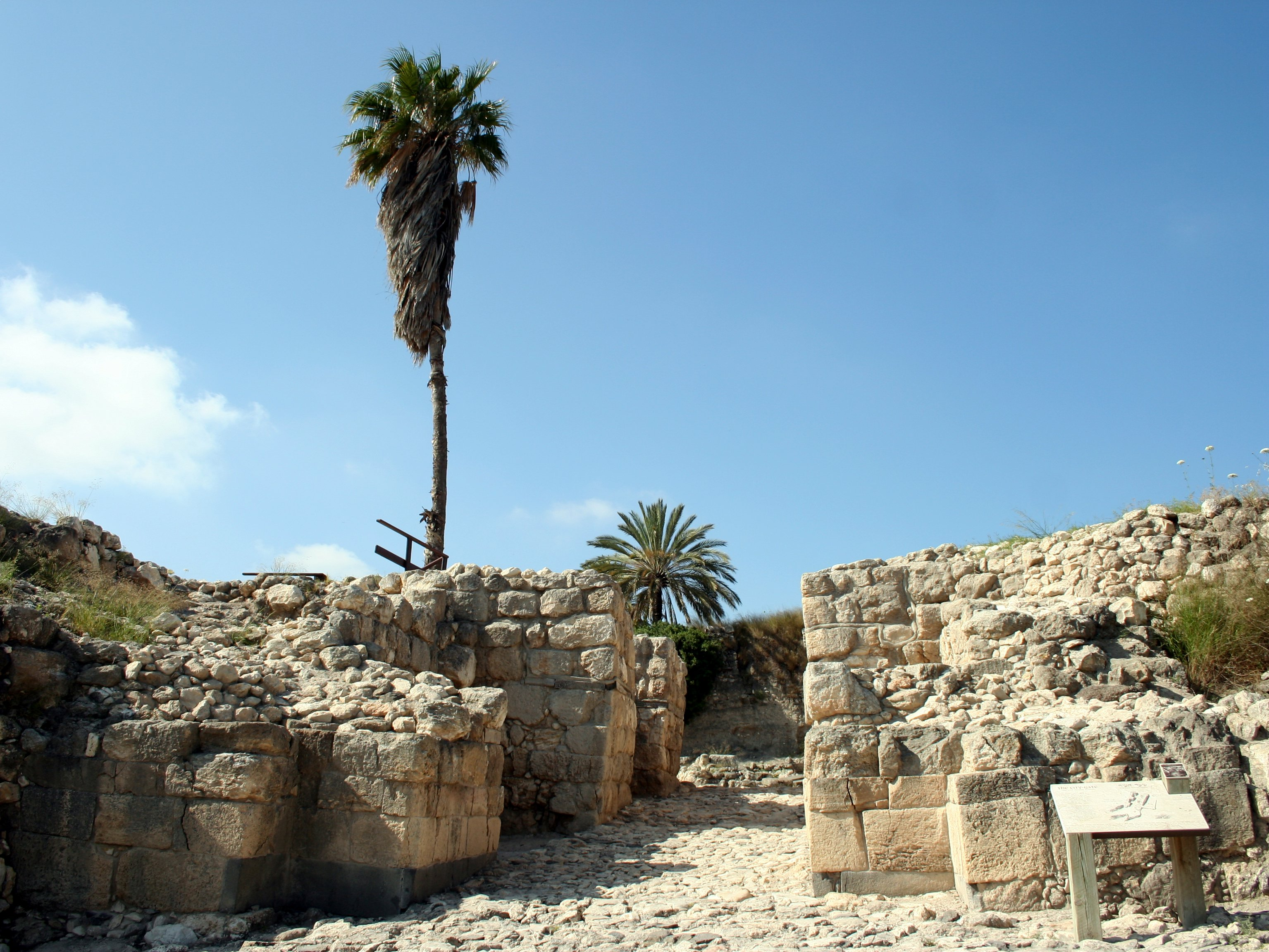
Megido, jeden ze symbolů rozmachu izraelského království

V průběhu 10. století př. n. l. se města na severu horské oblasti rozvíjela, hierarchizovala a využívala blízkosti obchodní stezky vedoucí Jizre'elským údolím. Skutečný stát se však mohl plně rozvinout, až když faraon Šešonk I. zničil města v pobřežní nížině a v Jizra'elském údolí a pak se stáhl. Po několika desetiletích konsolidace nastalo za omríovské dynastie období nebývalého rozvoje (884–842), jež se vyznačovalo výstavbou mohutných městských opevnění (Samaří, Megido) a územní expanzí.
Roku 842 však do izraelského království vtrhl panovník sousedního království Aram-Damašek, osvobodil kenaanské obyvatelstvo v nížinatých oblastech a podpořil státní převrat v izraelském království. Aram-Damašek však byl záhy podmaněn vzmáhající se Asýrií, což přineslo izraelskému království jisté ulehčení a nové období rozvoje, i když izraelský panovník musel platit Asýrii tribut. V polovině 8. století př. n. l. však izraelské království zasáhly mocenské boje, čehož asyrský panovník využil a ve dvou taženích (735–732 a 722) je dobyl.

### Judské království (933–586)

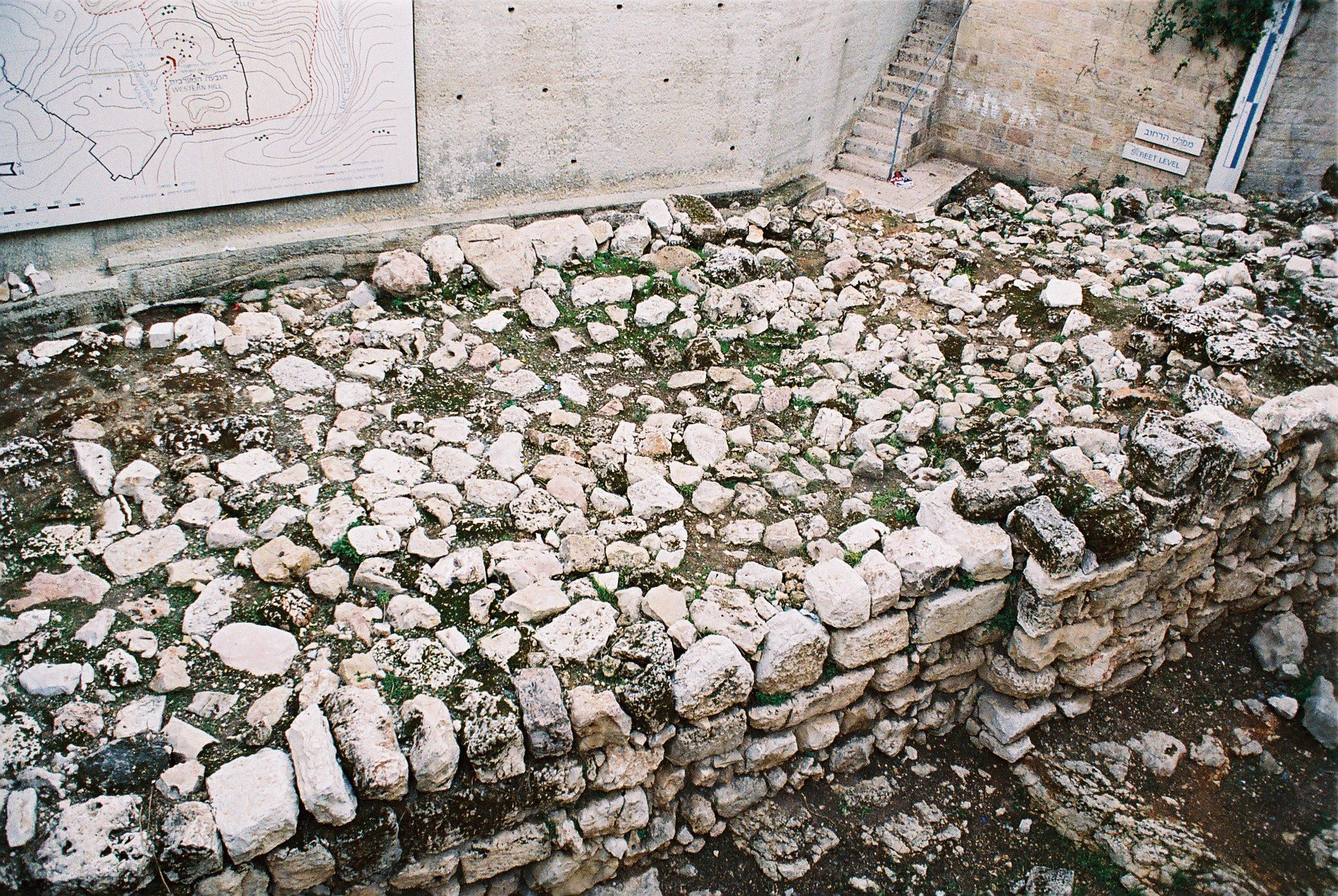
Zbytky hradeb z doby Chizkijášovy vlády, které chránily nově vybudované části Jeruzaléma

Provinční charakter řídce obydleného a zaostalého judského království se změnil až s pádem izraelského království, z něhož do Judska proudilo množství uprchlíků. Jeruzalém se tak náhle stal politickým i náboženským centrem v oblasti a judské království se konečně rozvinulo v plnohodnotný stát. Politické centralizaci království měla pomoci také náboženská centralizace. Tradiční příběhy o praotcích a exodu posloužily náboženské reformě, jež se vyznačovala monoteismem a likvidací konkurenčních náboženských forem.
Vzápětí postihla Asýrii vnitřní nestabilita, takže se král Chizkijáš rozhodl vzbouřit, po stabilizaci Asýrie však následovala krutá odveta – plenění asyrského vojska zůstal uchráněn pouze Jeruzalém. Další judský král byl poslušným asyrským vazalem, což Judsku přineslo dlouhé období míru, během něhož došlo k velkému ekonomickému rozvoji, zároveň však také k odklonu od reformovaného náboženství. Koncem 7. století došlo k dalšímu úpadku Asýrie, do oblasti však začala pronikat moc Egypta. Egyptská hrozba vedla k novému náboženskému vzepětí a nové náboženské reformě.
Toto úsilí však judské království nezachránilo. Egypťané odvlekli judského krále do zajetí, vzápětí však do oblasti vtrhlo vojsko ještě silnější Babylonie, jež roku 586 př. n. l. Judsko včetně Jeruzaléma vyplenilo a část obyvatelstva odvleklo do zajetí.

## Babylonská, perská a helénistická nadvláda (586–142 př. n. l.)

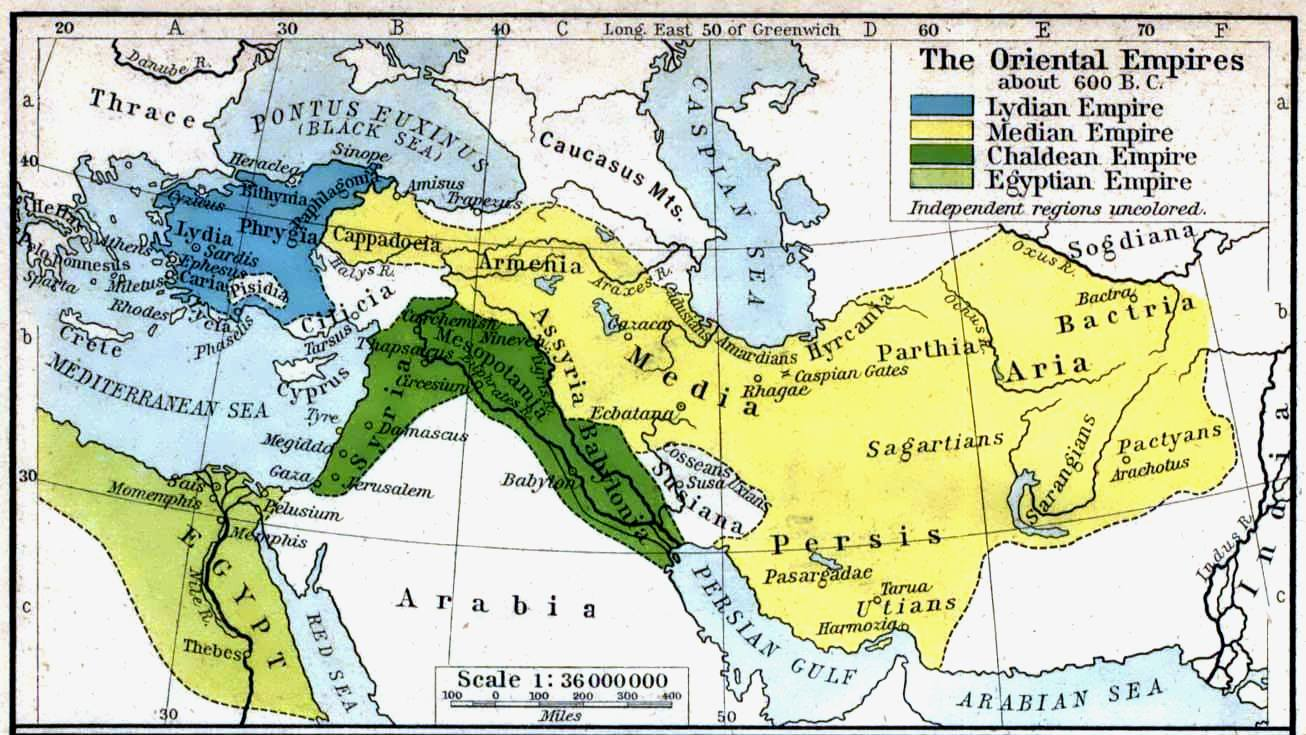
Rozsah babylonské říše na počátku 7. století př. n. l. (tmavě zelená)

### Babylonské zajetí a návrat (586–323)
Po zničení judského království dosadili Babyloňané do této oblasti správce, jenž však byl záhy zavražděn a část obyvatelstva ze strachu před další babylonskou odvetou raději prchla do Egypta. Značná část obyvatelstva (asi 75 %) však v Judsku zůstala. Po dobytí Babylonu Peršany vydal roku 537 perský král Kýros II. edikt, jímž povolil návrat odvlečených Judejců (Židů) do Judska. Této možnosti ovšem využila jen část Židů. Ti po svém návratu prosazovali své náboženské pojetí, což vyvolávalo nevoli obyvatelstva, jež v Judsku zůstalo. Židé stroze odmítli spoluúčast Samařanů na obnově Chrámu v Jeruzalémě, což vytvořilo mezi Židy a Samařany těžko překlenutelnou nenávist. Obnova Chrámu se táhla až do roku 516 a Samařané si dokonce vystavěli svůj vlastní chrám na hoře Gerizim. V důsledku babylonského zajetí ztratila davidovská dynastie svůj význam. Hlavní roli v perské provincii Jehud získal perský místodržitel a velekněz.
Zásadní proměnou ovšem neprošla jen judská (nyní již židovská) společnost, nýbrž také samotný judaismus. Babylonská katastrofa připravila Izrael nejen o jeho území a dynastii, ale také o chrám, s nímž zaniklo také kněžstvo. Aby Izrael jako národ nezanikl, musel se opřít o své staré texty a o novou vrstvu vzdělaných „znalců zákona“. Z této naléhavé potřeby začala vznikat bible jako sbírka tradičních textů a judaismus se začal proměňovat v „náboženství knihy“. Zkáza Jeruzaléma a jí předcházející události vyžadovaly také vysvětlení. Vznikající deuteronomistická interpretace zdůrazňovala monoteismus a smlouvu mezi Hospodinem a jeho lidem, která klade náboženské i morální nároky na každého jednotlivce. Tato interpretace pak ovlivnila podobu i výběr biblických knih. Tato proměna náboženství se však nedotkla Samařanů, stejně jako židovského chrámu v Elefantíně, jehož existence je doložena již před rokem 522 a v němž se kromě Hospodina uctívala také bohyně Anat, což svědčí o starobylosti tamního ritu, jenž pocházel zřejmě ještě z doby před Jóšijášovými reformami.

Rozsah říší diadochů roku 301 př. n. l. (modrá: Ptolemaiovci, žlutá: Seleukovci

### Období helénistických říší (323–142)
Po dvou stech letech perské vlády dobyl Judsko Alexandr Veliký. Jeho předčasná smrt roku 323 př. n. l. však znamenala rozdělení jeho říše a počátky bojů o jeho dědictví; Judsko se nacházelo na rozhraní ptolemaiovské a seleukovské říše. Roku 312 toto území získali Ptolemaiovci, po sérii válek však Judsko nakonec roku 200 dobyli Seleukovci.

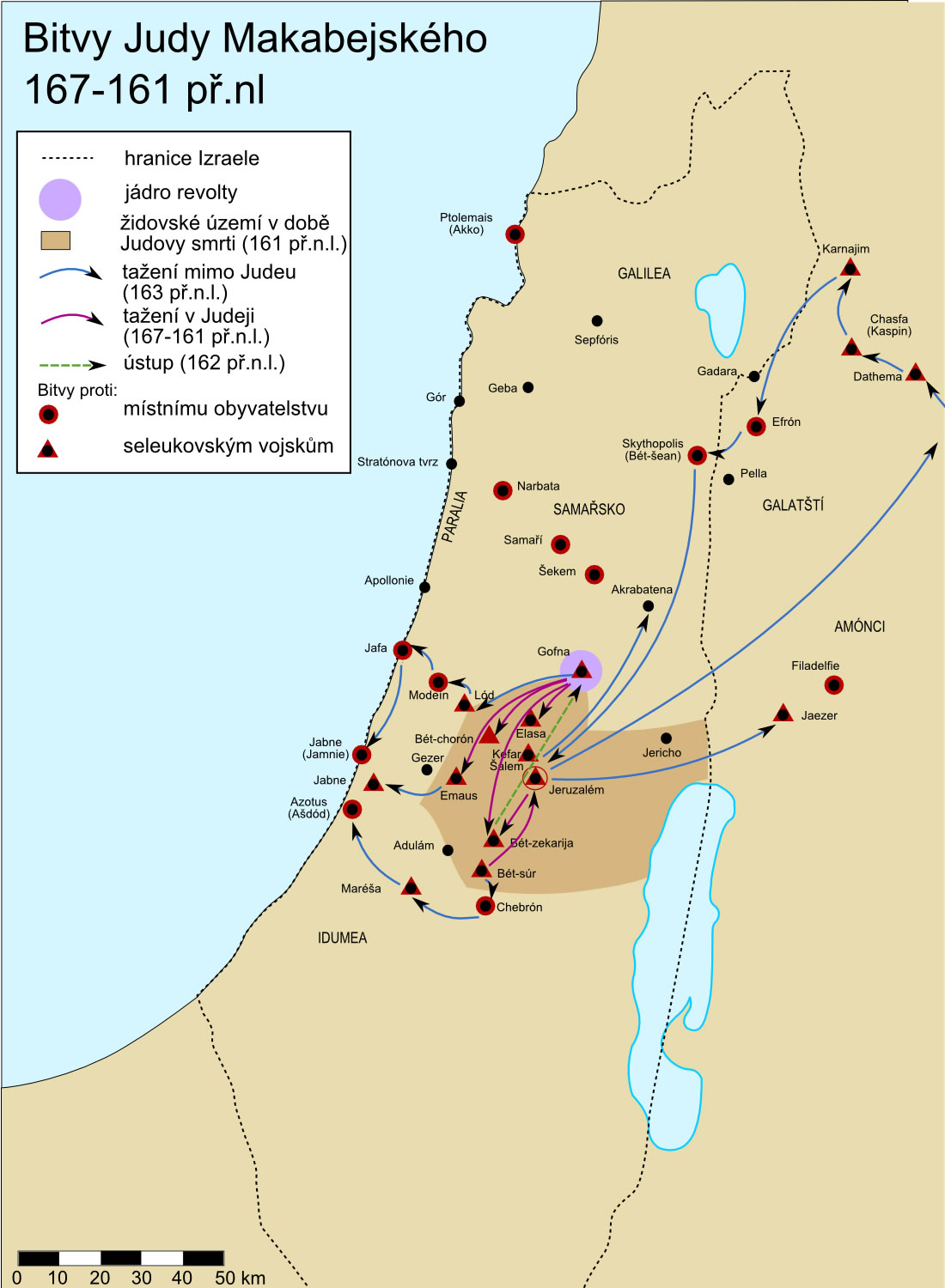
Bitvy Judy Makabejského (167-160)

Boje mezi Ptolemaiovci a Seleukovci se negativně promítaly i do života judské společnosti. Spor vznikl na základě otázky, zda se v tomto boji o Palestinu přiklonit na ptolemaiovskou či seleukovskou stranu, a postavil proti sobě zprvu proseleukovskou hierokracii (tj. kněžskou aristokracii, rod Oniadovců) a proptolemaiovskou aristokracii (rod Tobiadovců). Tobiadovci se dokázali ve správnou chvíli postavit na stranu Seleukovců, takže jejich moc byla na úkor hierokracie po dobytí Judska Seleukovci ještě posílena.
Moc laické aristokracie nakonec stoupla natolik, že prosazovala své velekněze a snažila se o širokou helénizaci židovské společnosti. Když se pak helénisté opovážili sáhnout dokonce po chrámovém pokladu, vypuklo v Jeruzalémě povstání, jež však bylo potlačeno a židovské náboženství bylo zakázáno. To však aktivizovalo dosud poměrně pasivní široké nižší vrstvy obyvatelstva, do jejichž čela se postavili Makabejští. Makabejské povstání (167–160) se Seleukovcům nepodařilo potlačit, takže jejich moc v Judsku slábla, až Judsko za Šimona Makabejského (142–135), zakladatele hasmoneovské dynastie, dospělo k úplné samostatnosti.
Významná židovská komunita žila kromě Judska a Samařska také v Egyptě. Jednalo se zejména o Židy, kteří uprchli okolo roku 586 po zániku judského království nebo kteří sem byli odvlečeni po roce 312 během válek diadochů. Nejvýznamnější komunita žila v Alexandrii, kde také vznikla Septuaginta, řecký překlad starozákonních knih.

## Hasmoneovské království (142 př. n. l. – 6 n. l.)

Územní vývoj hasmoneovského království

Moc Šimona Makabejského a Jana Hyrkána vycházela z jejich velekněžského úřadu, s rostoucí mocí se však Hasmoneovci stále více odkláněli od původních ideálů makabejského povstání a vytvářeli hierokratickou prohelénskou vrstvu saduceů. Ztráceli tak své zklamané přívržence (farizeje a esejce) a židovská společnost se opět začala štěpit. Nesourodost obyvatelstva ještě dále vzrostla po podmanění Samařanů a Idumejců.
Aristobúlos I. se rozhodl pojistit si svou pozici královským titulem, takže Judsko poprvé od zániku judského království roku 586 př. n. l. znovu získalo vlastního krále. Za jeho nástupce Alexandra Jannaia se spory mezi saduceji a farizeji vyhrotily natolik, že farizeové proti králi povstali a jejich povstání bylo krutě potlačeno až po šesti letech. Královna Salómé Alexandra dokázala tyto spory umně utišit, po její smrti se však rozpoutaly boje o následnictví. Soupeři o trůn nakonec do země roku 63 pozvali římského vojevůdce Pompeia.
Pompeius podřídil království římské správě. V důsledku mocenských bojů uvnitř římské říše a partského vpádu do Sýrie však byla římská moc v Palestině oslabena, čehož využili přívrženci Hasmoneovce Antigona, kteří roku 40 povstali, vyhnali ze země římského správce Heroda a Antigona ustavili králem.

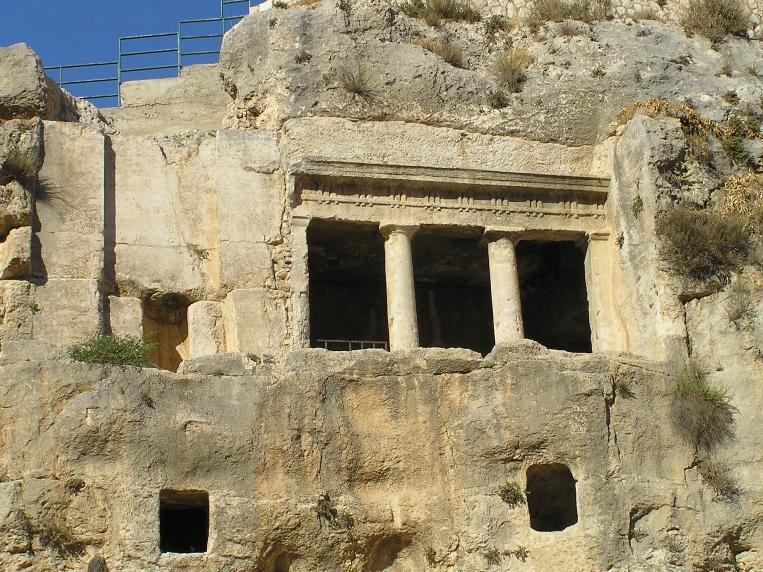
Hrobka Bnej Chazir v Jeruzalémě vybudována za vlády Hasmoneovců

Herodes se ovšem utekl k římskému senátu, jenž mu udělil titul židovského krále. Roku 37 Herodes Judsko dobyl. Jeho rozporuplná vláda se vyznačovala uklidněním poměrů, ekonomickým růstem, přestavbou jeruzalémského chrámu a výstavbou pevností, vodovodů a divadel, zároveň však také brutálními popravami jeho skutečných i domnělých odpůrců.
Po Herodově smrti roku 4 př. n. l. se království rozdělilo. Jeho jádro získal Archelaos, jemuž však Římané po stížnostech obyvatel na jeho krutost roku 6 n. l. vládu odebrali a přeměnili tuto oblast na římskou provincii Judaea.

## Římská a byzantská nadvláda (6–632 n. l.)

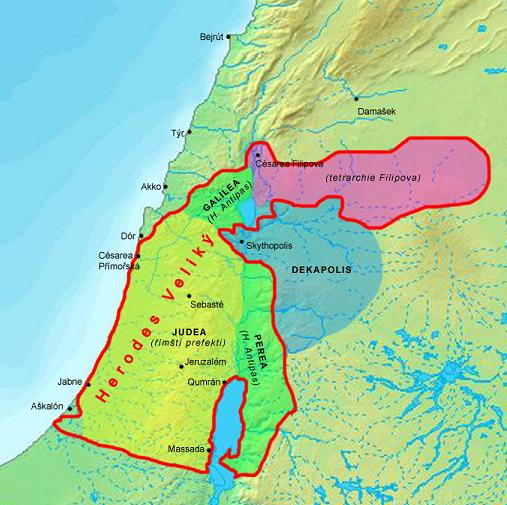
Palestina za Herodovců

### Provincie Judea (6–135)
Jádrem provincie Judea bylo Judsko a Samařsko, později však do ní byly začleněny i ostatní části Herodova království. Římští prefekti (6–44) a prokurátoři (44–70) se ovšem vůči židovskému náboženskému cítění chovali necitlivě, mnozí z nich byli navíc neschopní, takže stále více rostla nespokojenost obyvatel s římskou nadvládou. Když potom Gessius Florus roku 66 vyplenil chrámový poklad, vypukla první židovská válka. Povstalci ovšem byli rozštěpení do několika znepřátelených frakcí, takže když římské vojsko vedené Vespasianem a Titem dobylo Galileu a oblehlo Jeruzalém, vypukla v tomto městě občanská válka. Roku 70 byl konečně Jeruzalém dobyt a i s Chrámem srovnán se zemí . Roku 74 byl zlomen odpor posledních povstalců.
Zničení Chrámů mělo vážné důsledky pro židovské náboženství, neboť Židé opět ztratili místo pro konání obětí a bohoslužby. Ústřední místo ve formujícím se rabínském judaismu získala bohoslužba v synagoze a studium Tóry. V Javne patrně vznikl palestinský biblický kánon a začal se utvářet materiál, který byl později sepsán v Mišně.

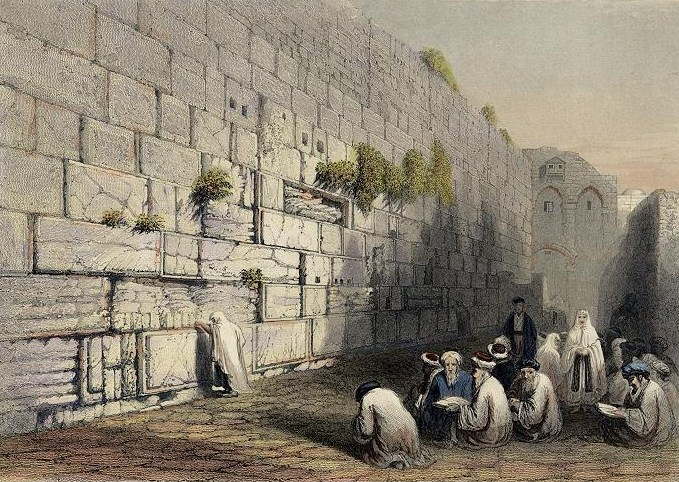
Židé modlící se u Zdi nářků, zbytků základů Chrámu, 19. století

Hadriánova snaha prosadit v Judeji pohanství však vyvolala Bar Kochbovo povstání, které bylo znovu tvrdě potlačeno. Tentokrát bylo Židům navíc zakázáno jejich náboženství a provincie Judea se přeměnila na provincii Syria Palaestina. Oblast Judska se vylidnila a těžiště židovského osídlení se přesunulo do Galileje a židovské diaspory.

### Židé v Galileji
Také rabínská rada se přesunula: z Javne do městečka Uša. Po několika letech se vztahy s Římany zlepšily, takže císař Antoninus Pius (138–161) Židům opět povolil obřízku. Rabínská rada se pak přemístila do Bejt Še'anu, kde se mohl opět začít rozvíjet židovský náboženský život. Hlavní úkol představovala kodifikace tzv. ústní Tóry. Vznikla tak Mišna, jejíž redakce je kladena přibližně do roku 200 a je připisována Jehudovi ha-Nasimu. Ve 3. století však mnoho židů během krize římské říše zemi opustilo.
Když se křesťanství roku 313 stalo v římské říši povoleným náboženstvím, začaly se vztahy mezi křesťany a Židy zhoršovat. Křesťané stavěli v Palestině kostely a byl vydán zákaz smíšených sňatků. Poměry se nakrátko změnily za vlády pohanského Juliana (361–363), jenž ve snaze oslabit křesťanství podporoval Židy, po jeho smrti však opět vycházela nařízení omezující Židy a docházelo k napadání Židů. V byzantské říši napětí mezi Židy a Byzantinci ještě více rostlo kvůli násilným křtům a vzpourám.
Židé proto přivítali sásánovské výboje a Peršané Palestinu během jediného roku 614 dobyli. Perská vláda sice Židům skutečně přinesla náboženskou toleranci, roku 629 však Byzanc Palestinu dobyla zpět. Již o tři roky později začali do Palestiny pronikat muslimští Arabové, kteří do roku 638 dobyli celou Palestinu. Touto událostí se završily židovské starověké dějiny a Židé vstoupili do nové éry středověku.